# Anolis adleri
Anolis adleri är en ödleart som beskrevs av  Smith 1972. Anolis adleri ingår i släktet anolisar, och familjen Polychrotidae. IUCN kategoriserar arten globalt som livskraftig. Inga underarter finns listade i Catalogue of Life.